# KSHMR
KSHMR (prononcé Kashmir), de son vrai nom Niles Hollowell-Dhar (né le 6 octobre 1988 à Berkeley, en Californie), est un disc jockey et producteur américain de musique électronique. Il compose de l'electro house et de l'EDM (dance). KSHMR entame une carrière solo en 2013, après avoir quitté le duo The Cataracs. Il se place à la 23e place du Top 100 DJ en 2015 pour sa première entrée et gagne la 12e place l'année suivante. Il la gardera jusqu'en 2018 où il retombe à la 18e place.

## Biographie
En 2013 et 2014, Niles Hollowell-Dhar commence à faire de la musique électro sous le nom de KSHMR, utilisé comme surnom. Ce dernier fait référence au Cachemire, d'où il est originaire du côté paternel. KSHMR sort son premier single Megalodon le 24 février 2014 sous le label Spinnin' Records,. La plupart de ses productions sont sorties sous le label Spinnin' Records. KSHMR commence à attirer de l'attention avec son single Burn, une collaboration avec DallasK. La chanson est émise sous trois labels : Revealed Recordings, Spinnin' Records et Ultra Records. « Mon titre Burn avec DallasK a vraiment ouvert beaucoup de portes pour moi, notamment le fait de travailler avec Tiësto sur Secrets, qui est à ce jour mon plus gros succès discographique » précise-t-il. La 1re place du top 100 réalisé par Beatport est atteinte par le titre Burn en septembre 2014. Également, il remixe la chanson For a Better Day de Avicii et collabore avec d'autres DJ.
Niles Hollowell-Dhar se révèle à l'Ultra Music Festival. L'un de ses derniers morceaux, Memories, une collaboration avec Bassjackers et Sirah, a été un énorme succès à l'international.
KSHMR participe au Sunburn Goa 2015, un festival de musique électronique organisé en Inde du 27 au 30 décembre 2015. Il est l'auteur, en collaboration avec Marnik, de son hymne officiel, Bazaar[source insuffisante]. Cet événement est une première pour lui. Fin 2015, il fait la « meilleure entrée » de l'année au classement du magazine DJ Mag avec une place de 23e comme « DJ le plus populaire de l'année ».
Le 8 avril 2016, KSHMR sort son titre Wildcard qui, 5 jours plus tard, deviendra 1er du top 100 Beatport. C'est la première fois que KSHMR prend la tête du classement avec un titre solo. Le 13 mai, il sort un EP intitulé The Lion Across the Field EP, de 12 titres dont Wildcard et Touch, recomposé pour le thème de l'EP.
Le 19 octobre 2016, KSHMR est élu « meilleur artiste » lors de la cérémonie du Top 100 DJ Mag 2016 à Amsterdam. En décembre 2016, il fait sortir l'hymne officiel du festival Sunburn pour la deuxième fois de suite en collaborant cette fois aussi avec le duo Marnik. Le 19 juillet 2017, il annonce la création de son propre label discographique, Dharma Worldwide[source secondaire nécessaire]. De plus, il annonce la sortie d'un nouvel EP, Materia. Le premier titre, Festival of Lights, en duo avec le DJ Maurice West, sort le 21 juillet 2017. Une nouvelle fois en décembre 2017, il compose l'hymne du Sunburn Festival du nom de Shiva, toujours avec le duo italien Marnik. Cette fois-ci, ils sont accompagnés par The Golden Army (avec qui KSHMR avait réalisé la réorchestration du générique de Game of Thrones la même année).

## Discographie

### Singles
- 2014 : Megalodon
- 2014 : ¡Baila!
- 2014 : Omnislash
- 2014 : No Heroes (avec Firebeatz feat. Luciana)
- 2014 : Dogs (feat. Luciana)
- 2014 : Burn (avec DallasK)
- 2014 : Burn (Let Your Mind Go) (avec DallasK feat. Luciana)
- 2014 : Leviathan
- 2014 : Karate (avec R3hab)
- 2014 : Kashmir
- 2015 : Dead Mans Hand
- 2015 : Clouds (avec Dillon Francis feat. Becky G)
- 2015 : Secrets (avec Tiësto feat. Vassy)
- 2015 : Toca (Carnage feat. Timmy Trumpet & KSHMR)
- 2015 : Jammu
- 2015 : Lazer Love (avec Vaski feat. Francisca Hall)
- 2015 : Delhi
- 2015 : Imaginate (avec Dzeko & Torres)
- 2015 : Memories (avec Bassjackers feat. Sirah)
- 2015 : Heaven (avec Shaun Frank feat. Delaney Jane)
- 2015 : The Spook (avec BassKillers & B3nte)
- 2015 : Strong (avec R3hab)
- 2015 : Bazaar (Official Sunburn Goa 2015 Anthem) (avec Marnik)
- 2015 : Deeper (avec ZAXX)
- 2016 : Touch (avec Felix Snow feat. Madi)
- 2016 : Wildcard (feat. Sidnie Tipton)
- 2016 : Dhoom
- 2016 : Dadima
- 2016 : Sleepwalk
- 2016 :  Hymn of Reflection
- 2016 :  Jungle Whistle
- 2016 : Dharma (avec Headhunterz)
- 2016 :  Invisible Children (avec Tigerlily)
- 2016 : Voices (avec Will Sparks)
- 2016 : Extreme (avec Bassjackers feat. Sidnie Tipton)
- 2016 : The Spook Returns (avec B3nte & Bad Jack)
- 2016 : Creep
- 2016 : Mandala (Official Sunburn 2016 Anthem) (avec Marnik feat. Mitika)
- 2017 : Back to Me (avec Crossnaders feat. Mickey Blue)
- 2017 : Strange Lands
- 2017 : Harder (avec Tiësto feat. Talay Riley)
- 2017 : Festival of Lights (avec  Maurice West)
- 2017 : Kolkata (avec JDG & Mariana Bo)
- 2017 : The Serpent (avec Snails)
- 2017 : Pardes (avec Marnik)
- 2017 : Divination (avec No Mondays)
- 2017 : Power (avec Hardwell)
- 2017 : Underwater (feat. Sonu Nigam)
- 2017 : Islands (avec R3hab)
- 2017 : Shiva (Sunburn 2017 Anthem) (avec Marnik feat. The Golden Army)
- 2018 : House of Cards (feat. Sidnie Tipton)
- 2018 : Doonka (avec Mr.Black)
- 2018 : Gladiator (Remix) (avec Mark Sixma)
- 2018 : Carry Me Home (feat. Jake Reese)
- 2018 : OPA (vs. Dimitri Vegas & Like Mike)
- 2018 : Neverland (avec 7 Skies)
- 2018 :  Good Vibes Soldier (feat. Head Quattaz)
- 2018 : Magic
- 2019 : Lucky Chances (Bali Bandits feat. KSHMR & Maddie Dukes)
- 2019 : No Regrets (avec Yves V feat. Krewella)
- 2019 : Devil Inside Me (avec KAAZE feat. Karra)
- 2019 : Lies (avec B3RROR feat. Luciana)
- 2019 : The People (avec Timmy Trumpet)
- 2019 : My Best Life (feat. Mike Waters)
- 2019 : Bombay Dreams (avec Lost Stories feat. Kavita Seth)
- 2019 : Do Bad Well (feat. Nevve)
- 2019 : Alone (avec Marnik feat. Anjulie & Jeffrey Jey)
- 2020 : Rebirth (avec Kun)
- 2020 : Over and Out (avec Hard Lights feat. Charlott Boss)
- 2020 : Bruk It Down (avec Sak Noel feat. TXTHEWAY)
- 2020 : Voices (avec Brooks feat. TZAR)
- 2020 : The Prayer (avec Timmy Trumpet feat. Zafrir)
- 2020 : Kids (avec Stefy De Cicco feat. MKLA)
- 2020 : Let Me Go (avec Alok & MKLA)
- 2020 : Scare Me (avec LUM!X & Gabry Ponte feat. Karra)
- 2020 : One More Round (Free Fire Booyah Day Theme Song) (avec Jeremy Oceans)
- 2021 : The World We Left Behind (feat. Karra)
- 2021 : Around the World (Official Sunburn Goa Anthem 2021) (feat. Noumenn)
- 2021 : Echo (avec Armaan Malik & Eric Nam)
- 2021 : You Don't Need to Ask (feat. TZAR)
- 2021 : Ready To Love
- 2021 : Winners Anthem (avec Zafrir)
- 2021 : Reunion (Free Fire 4th Anniversary Theme Song) (avec Dimitri Vegas & Like Mike & Alok & Zafrir)
- 2021 : Over You (feat. Lovespeake)
- 2021 : Close Your Eyes (avec Tungevaag)
- 2022 : Lion Heart (avec Divine & Lit Killah feat. Jeremy Oceans & Karra)
- 2022 : Ininna Tora (avec Timmy Trumpet & Mildenhaus)
- 2022 :  It Isn't Me (avec 22Bullets & Tia Ray)
- 2022 :  Bed (avec Henri PFR)
- 2022 : Maria Maria (avec Azteck)
- 2022 : Anywhere's Home
- 2022 : The Devil You Know (feat. Micky Blue)
- 2022 : Get With Nobody (feat. Baimz)
- 2023 : Major Lazer (avec Quarterhead)
- 2023 : Haath Vaati (avec MC Stan)
- 2023 : Heartbeat
- 2023 : Bhussi (avec Seedhe Maut & Karan Kanchan)
- 2023 : Close to You (avec Maddix)
- 2023 :  Eternity (avec Timmy Trumpet & Bassjackers)
- 2023 : Legacy (avec Raftaar)
- 2023 : Zero After Zero (avec KR$NA & Talay Riley)
- 2023 : La Vida (avec Dabzee & Vedan)
- 2023 : Tears on the Dancefloor (feat. Hannah Boleyn)
- 2024 : All Night (avec Gritney)
- 2024 : Happy (feat. Tiina)

### Remixes
- 2014 : Martin Garrix & MOTi - Virus (How About Now) (KSHMR Remix)
- 2015 : Galantis - Runaway (U & I) (KSHMR Remix)
- 2015 : Nervo - It Feels (KSHMR Remix)
- 2015 : Bassjackers - Savior (Reez & KSHMR Remix)
- 2015 : DJ Jean - The Launch (KSHMR Remix)
- 2015 : Avicii - For a Better Day (KSHMR Remix)
- 2015 : Disasterpeace - It Follows (KSHMR Halloween Special)
- 2015 : Kiiara - Feels (KSHMR Remix)
- 2016 : Shaun Frank & KSHMR feat. Delaney Jane - Heaven (KSHMR Remix)
- 2016 : R3hab & Ciara - Get Up (KSHMR Remix)
- 2016 : KSHMR & Felix Snow feat. Madi - Touch (VIP Remix)
- 2016 : KSHMR feat. Sidnie Tipton - Wildcard (VIP Remix)
- 2016 : KSHMR & Tigerlily - Invisible Children (KSHMR Remix)
- 2017 : Nero - Two Minds (KSHMR & Crossnaders Remix)
- 2017 : Ramin Djawadi - Game of Thrones Theme (KSHMR & The Golden Army Remix)
- 2019 : U2 & A.R. Rahman - Ahimsa (KSHMR Remix)
- 2020 : Shaun & Advanced feat. Julie Bergan - My Bad (KSHMR Edit)
- 2021 : KSHMR & Tungevaag - Close Your Eyes (VIP Remix)
- 2022 : Angga Sky - Close To You (KSHMR Remix)